# Grenze zwischen Albanien und Griechenland

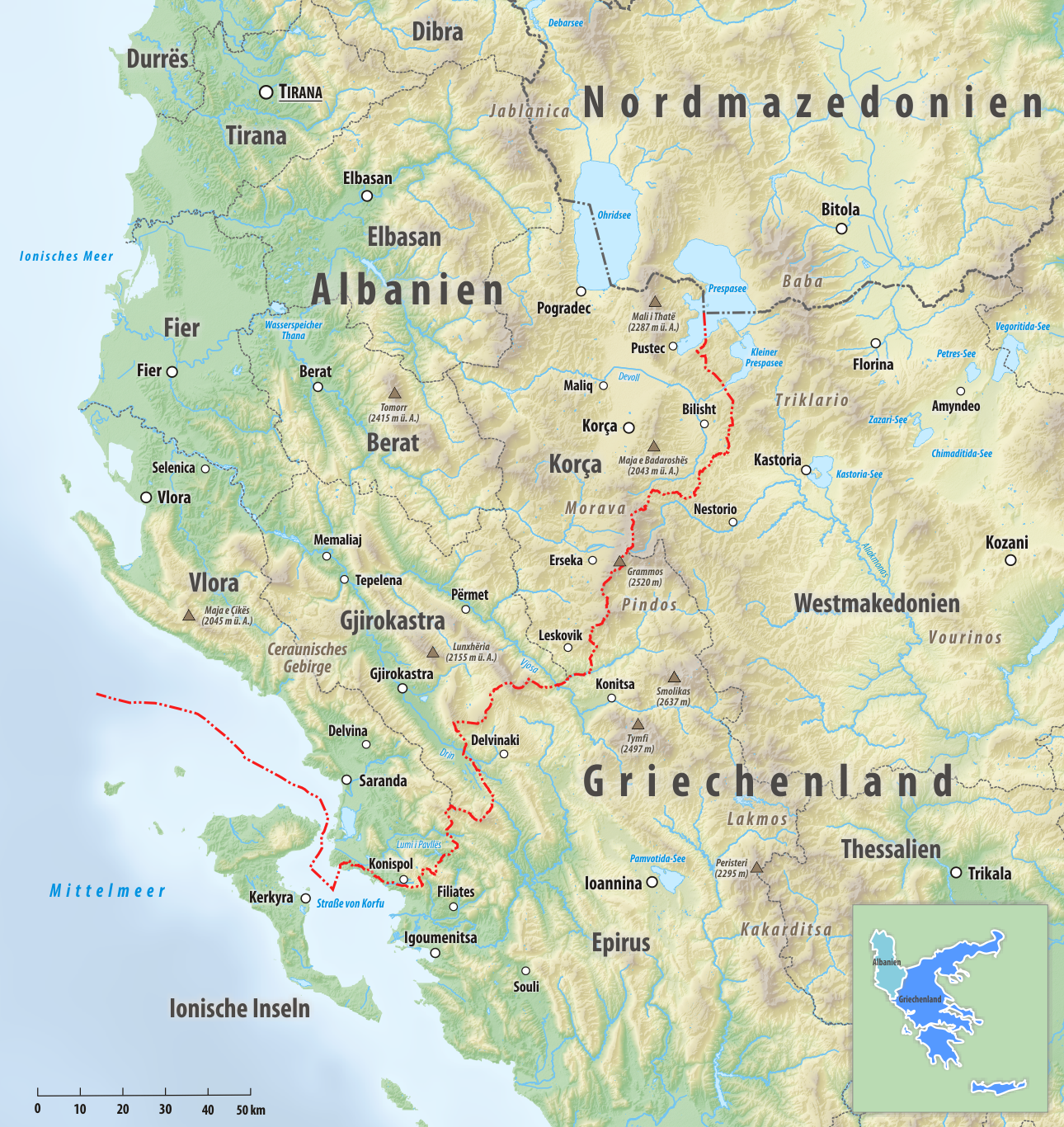
Grenzverlauf zwischen Albanien und Griechenland

Die Grenze zwischen Albanien und Griechenland trennt das Staatsgebiet der Republik Albanien von der Hellenischen Republik (Griechenland). Sie hat eine Länge von rund 300 Kilometern auf ungefähr 180 Kilometern Luftlinie. Sie ist Außengrenze der Europäischen Union.

## Grenzverlauf

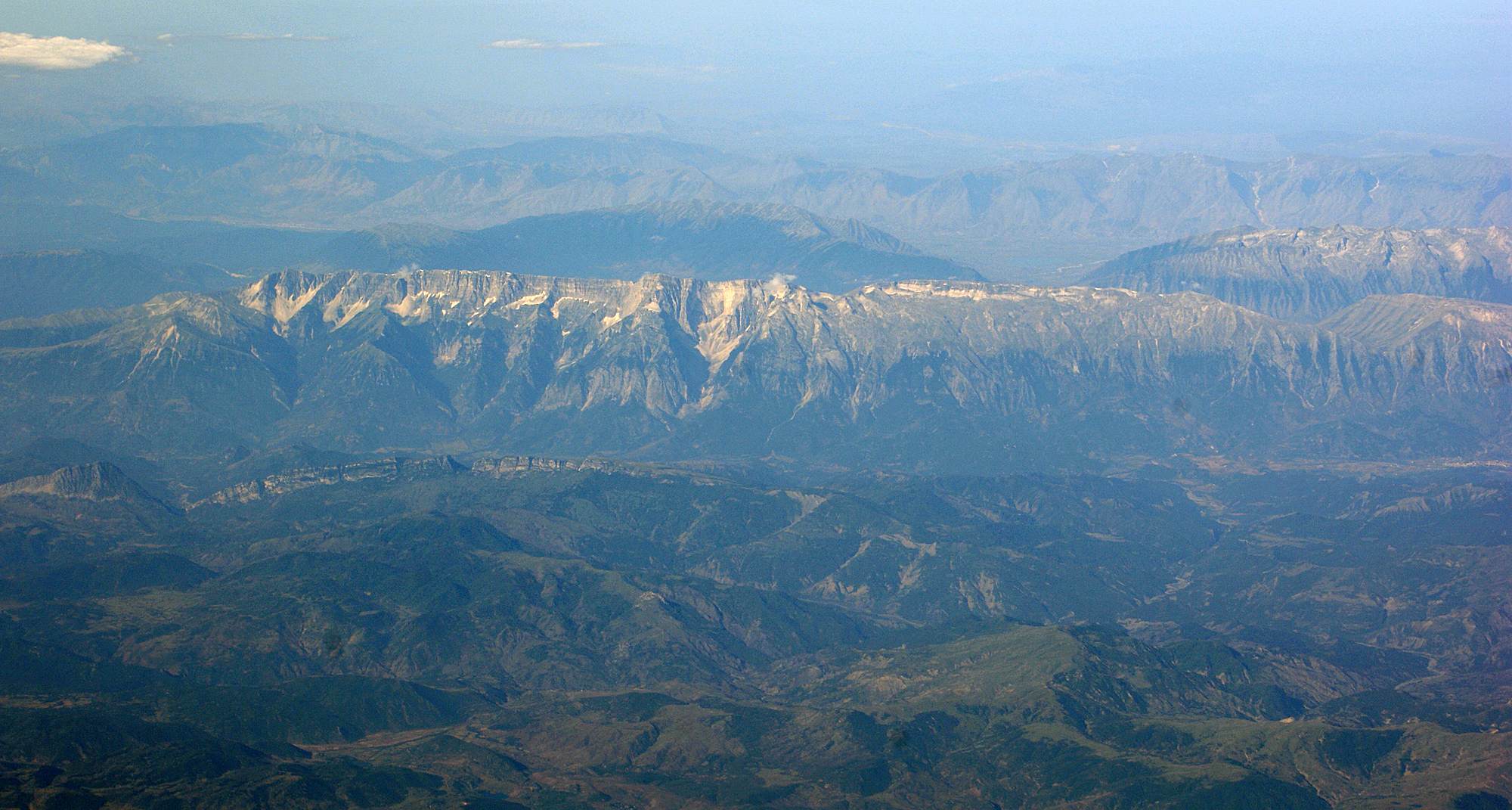
Westliche Küstenketten des Südbalkan knapp nördlich der Grenze (Luftbild im Raum Grammos, Blick Südwest): Vjosatal, Nemërçka, Buretoja–Lunxhëria, Drinotal, Murgana–Gjerë

Die gemeinsame Staatsgrenze verläuft in nordöstlicher Richtung vom Ionischen Meer zwischen dem Südlichen Bergland Albaniens (Krahina malore jugore)  und der griechischen Region Epirus (Ipiros) über das Pindosgebirge bis nach Westmakedonien (Dytikí Makedonía), wo im Prespasee das Dreiländereck mit Nordmazedonien liegt. Die dem Pindos vorgelagerten Bergkämme streifen hier parallel zur Küste Nordwest nach Südost, sodass die Grenze anfangs unwegsam mehrere Kämme und einige Talungen quert. Im weiteren Verlauf ist sie streckenweise eine Hochgebirgsgrenze und Wasserscheide, später verläuft sie quer durch Seen.
Beide Staaten beanspruchen Hoheitsgewässer von zwölf Seemeilen.

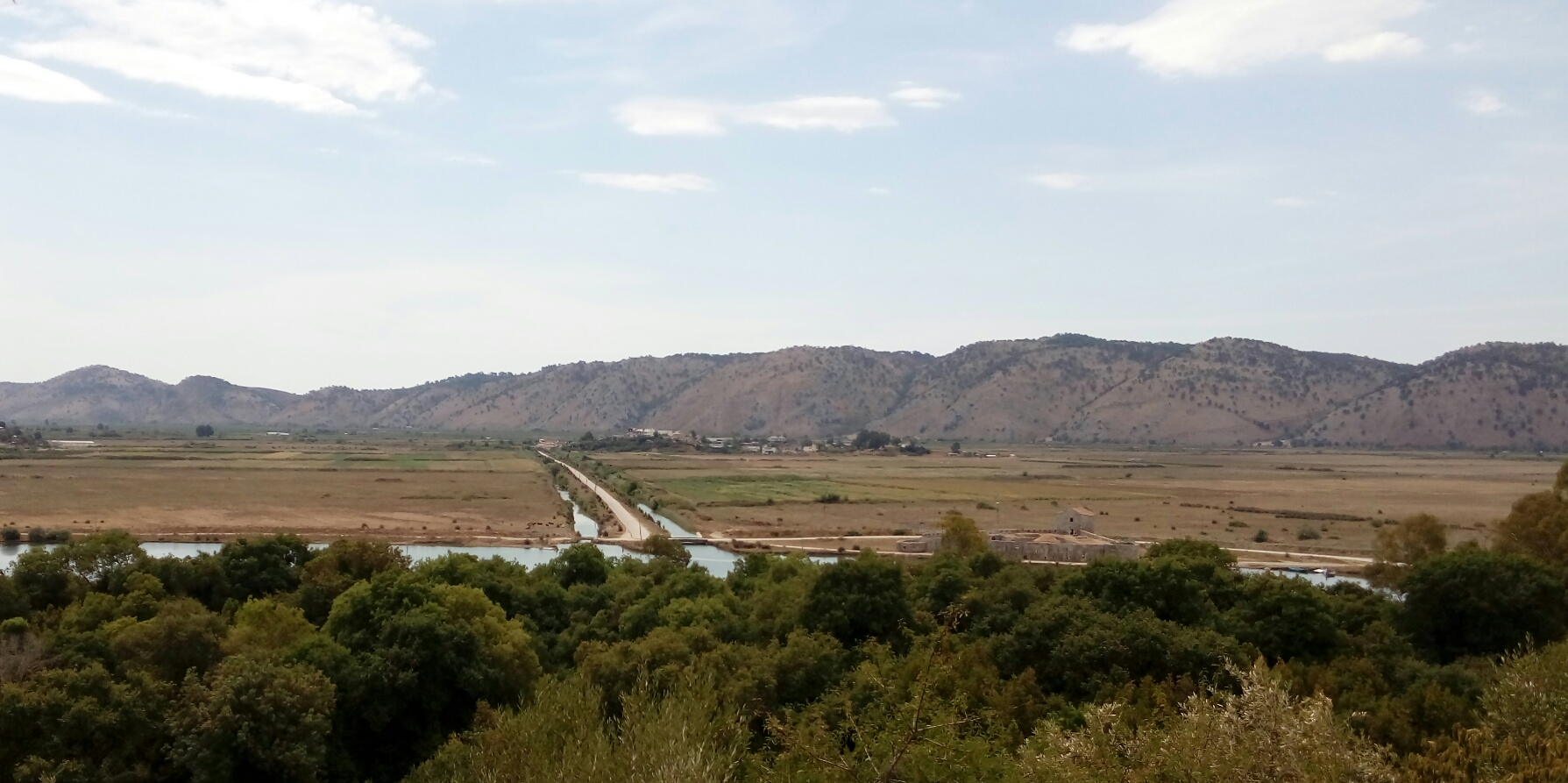
Korafi-Hügelzug südlich von Butrint

Die Grenze beginnt an der Ftelias-Bucht (Gjiri i Fteliasit) östlich vom Kap Stilo (Kep i Stilos), gegenüber der Bucht von Kerkyra (Korfu), südlich von Butrint und nordwestlich von Asprokklisi. Sie führt dann gut 15 Kilometer – zwischen einem schmalen griechischen Küstenstreifen und der albanischen Küstenebene am Unterlauf der Pavlla – südostwärts über den Korafi-Hügelzug, der vom Stilo-Hügel (269 m ü. A.) zum Grenzberg Ovila (414 m ü. A.) bei Çiflik läuft. Dann quert sie bei Konispol, Albaniens südlichstem Ort, den Fluss Aspropotamos. Hier befindet sich auch der Grenzübergang Qafa Boti–Sagiada, der westlichste Grenzübergang der Landgrenze. Weiter führt sie über den Berg Mali i Nartës (854 m ü. A.)  landeinwärts. 

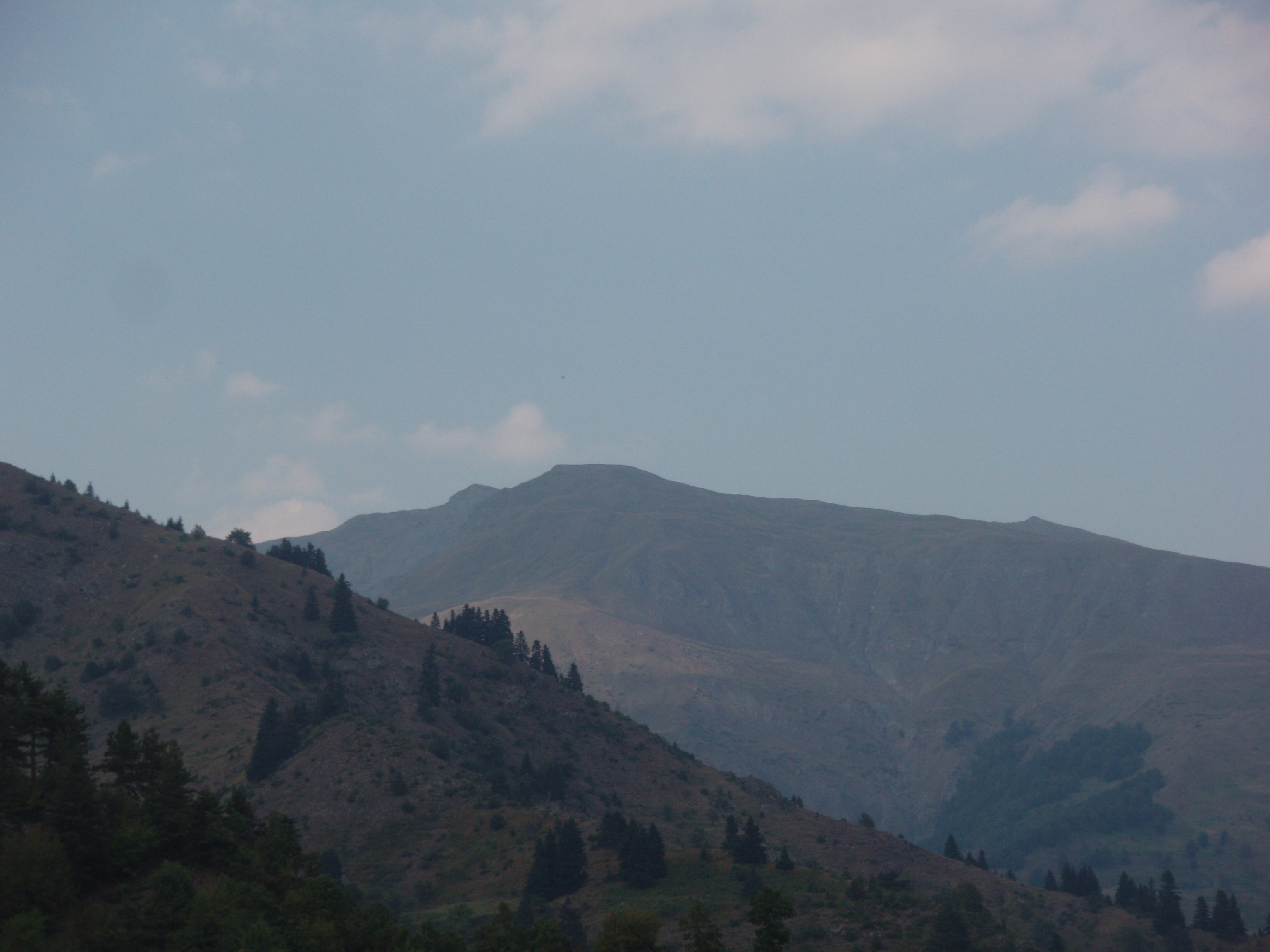
Grammos, Südseite

In der Folge ändert die Grenze die Richtung nach Nordost. Sie quert mehrere Täler, darunter das der Pavlla, und die südlichen Ausläufer der Mali i Gjerë an der Maja e Murganës (ca. 1806 m ü. A.), und erreicht das Tal des Drino mit dem Grenzübergang Kakavija–Ktismata. Dann quert sie südöstlich von Libohova den Buretoja-Zug in die Gegend Pogoni. Über den Nemërçka-Bergzug über die Tumba (ca. 1543 m) führt sie dann ins Tal der Vjosa/Aoos, wo sich der Grenzübergang Tre Urat–Konitsa befindet. 
Während zehn Kilometern folgt die Grenze dem Unterlauf des Sarandaporos, wo sich beidseits Thermalquellen und Höhlen befinden. Die Sulfur-Höhe unterquert die Grenze, die Atmos-Höhle liegt knapp auf albanischem Gebiet. Vom Sarandaporos zieht sich die Grenze nordwärts in den Gebirgsstock des Mali i Gramozit/Grammos mit der Maja e Çukapeçit/Grammos (2520 m) als Haupt- und Grenzgipfel und senkt sich östlich vom Morava-Gebirge entlang des Hauptgrates (Wasserscheide) gegen die Region Ohrid-/Prespaseen.

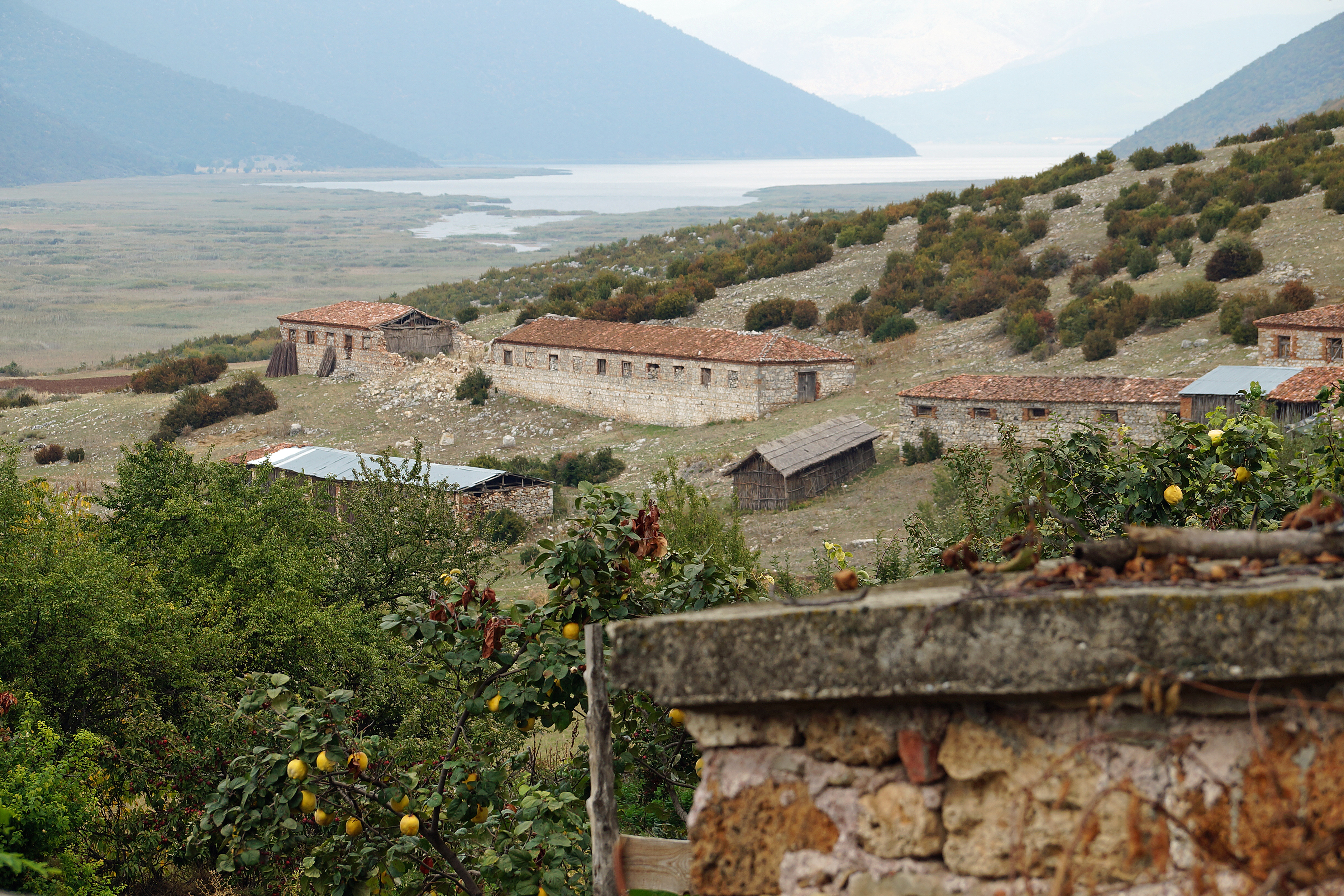
Kleiner Prespasee, Blick von Albanien über die Grenze

Am Südrand des Beckens von Devoll durchschneidet die Grenze südlich von Bilisht eine Schlaufe des Kore, eines Nebenflusses des Aliakmonas, und bildet so Albaniens einziges Gebiet, das zur Ägäis entwässert wird. Zwischen Kapshtica und Kastoria liegt ein weiterer Grenzübergang, der sich auf über 1000 m Höhe befindet. Über den Mali i Karvanit (1548 m ü. A.; Teil des Triklario) geht es zum Kleinen Prespasee, dessen verlandendes Westende sie quert. Über weiteres Bergland mit dem Mali i Vervos (1416 m ü. A.) erreicht sie den Großen Prespasees, in dessen Mitte unweit der Insel Golem Grad das Dreiländereck zur mazedonischen Grenze liegt, das Triethnes (Drei Völker) genannt wird.
Albanien und Griechenland haben außerdem eine Meeresgrenze in der Straße von Korfu: Sie führt um Kap Stilo herum nordwärts durch die Straße von Korfu, wo an der schmalsten Stelle nur etwa zwei Kilometer die Insel Korfu an ihrem Nordende vom albanischen Festland beim Ort Ksamil trennt. Der Verlauf ist noch ungeklärt.
An den beiden Enden der Landgrenze liegen zwei Schutzgebiete, Nationalparks und bedeutende Feuchtgebiete: Albanischerseits der Parku Kombëtar i Butrint um den Butrint-See, und der grenzübergreifende Prespa Park am Prespasee (Parku Kombëtar i Prespës und Ethnikos Drymos Prespon). Mehrere griechische Schutzgebiete, darunter der Ethnikos Drymos Vikou–Aoou, liegen nur wenig ab von der Grenze.

## Gemeinden an der Staatsgrenze (von Nord nach Süd)
| ALBANIEN         | ALBANIEN    | ALBANIEN            |                                     | GRIECHENLAND | GRIECHENLAND    | GRIECHENLAND  | GRIECHENLAND   |
| Qark (Region)    | Gemeinde    | Grenz- übertritt    | Grenz- übertritt                    | Gemeinde     | Regional-bezirk | Region        |                |
| ---------------- | ----------- | ------------------- | ----------------------------------- | ------------ | --------------- | ------------- | -------------- |
| Nordmazedonien   |             |                     |                                     |              |                 |               |                |
| Korça            | Pustec      |                     | P r e s p a s e                     |              | Florina         | Florina       | Westmakedonien |
| Korça            | Pustec      | T r i a k l a r i o |                                     |              | Florina         | Florina       | Westmakedonien |
| Korça            | Devoll      |                     |                                     |              | Florina         | Florina       | Westmakedonien |
| Korça            |             | Kastoria            | Kastoria                            |              |                 |               | Westmakedonien |
| Korça            | Nestorio    |                     | Kastoria                            |              |                 |               | Westmakedonien |
| Korça            | Kolonja     |                     | Kastoria                            |              |                 |               | Westmakedonien |
| Korça            | M o r a v a |                     | Konitsa                             | Ioannina     | Epirus          |               |                |
| Gjirokastra      | M o r a v a | Përmet              | Konitsa                             | Ioannina     | Epirus          |               |                |
| Gjirokastra      | M o r a v a | Përmet              | Pogoni                              | Ioannina     | Epirus          |               |                |
| Gjirokastra      | M o r a v a | Dropull             |                                     | Ioannina     | Epirus          |               |                |
| Gjirokastra      | M o r a v a |                     | Filiates                            | Thesprotia   | Epirus          |               |                |
| Vlora            | Finiq       |                     | Filiates                            | Thesprotia   | Epirus          | C e r a u n i |                |
| Vlora            | Konispol    |                     | Filiates                            | Thesprotia   | Epirus          | C e r a u n i |                |
| Vlora            |             |                     | Kendriki Kerkyra ke Diapondia Nisia | Kerkyra      | Ionische Inseln |               |                |
| Vlora            | Saranda     |                     | Kendriki Kerkyra ke Diapondia Nisia | Kerkyra      | Ionische Inseln |               |                |
| Straße von Korfu |             |                     |                                     |              |                 |               |                |

## Geschichte

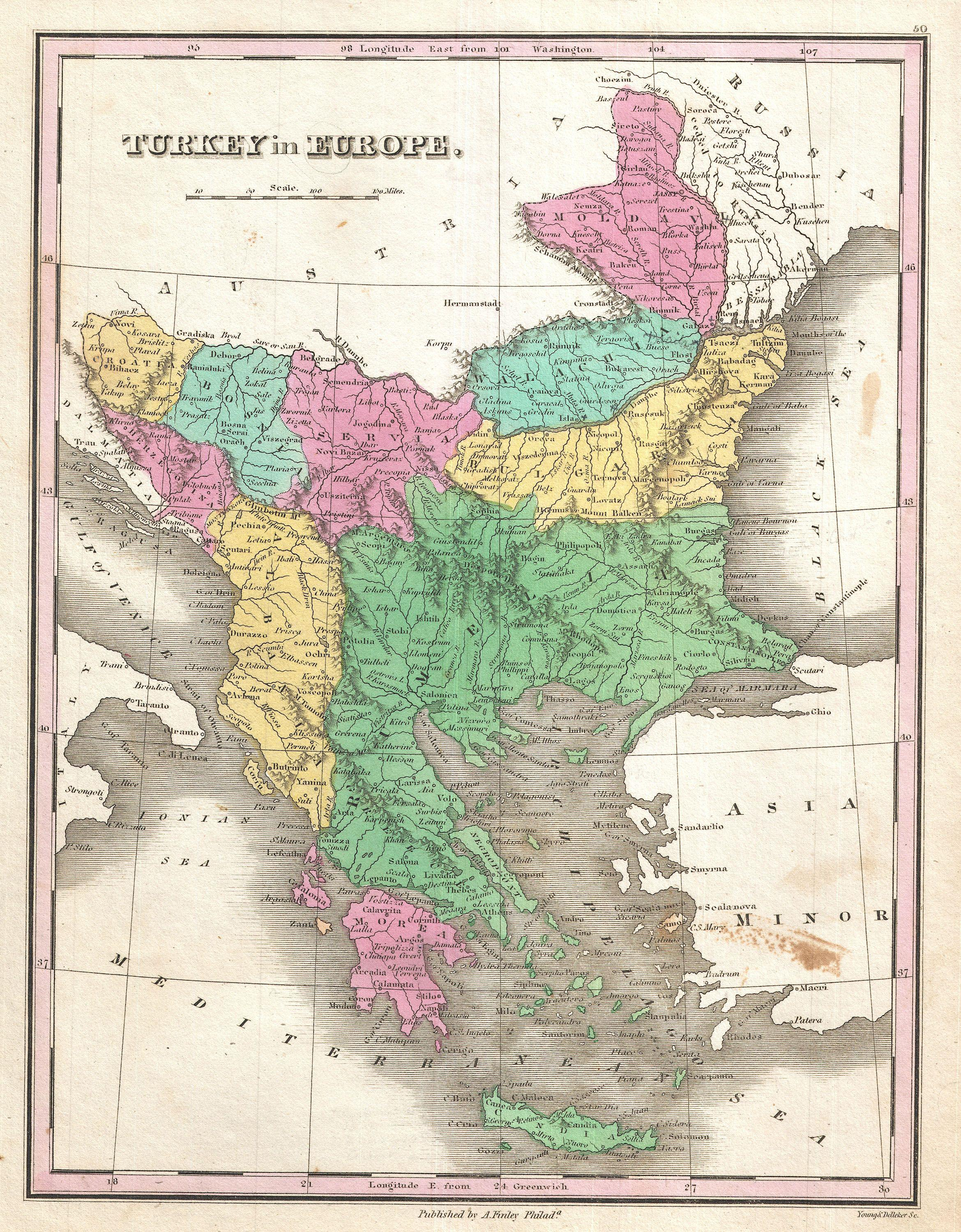
Turkey in Europe (Finley, 1827)

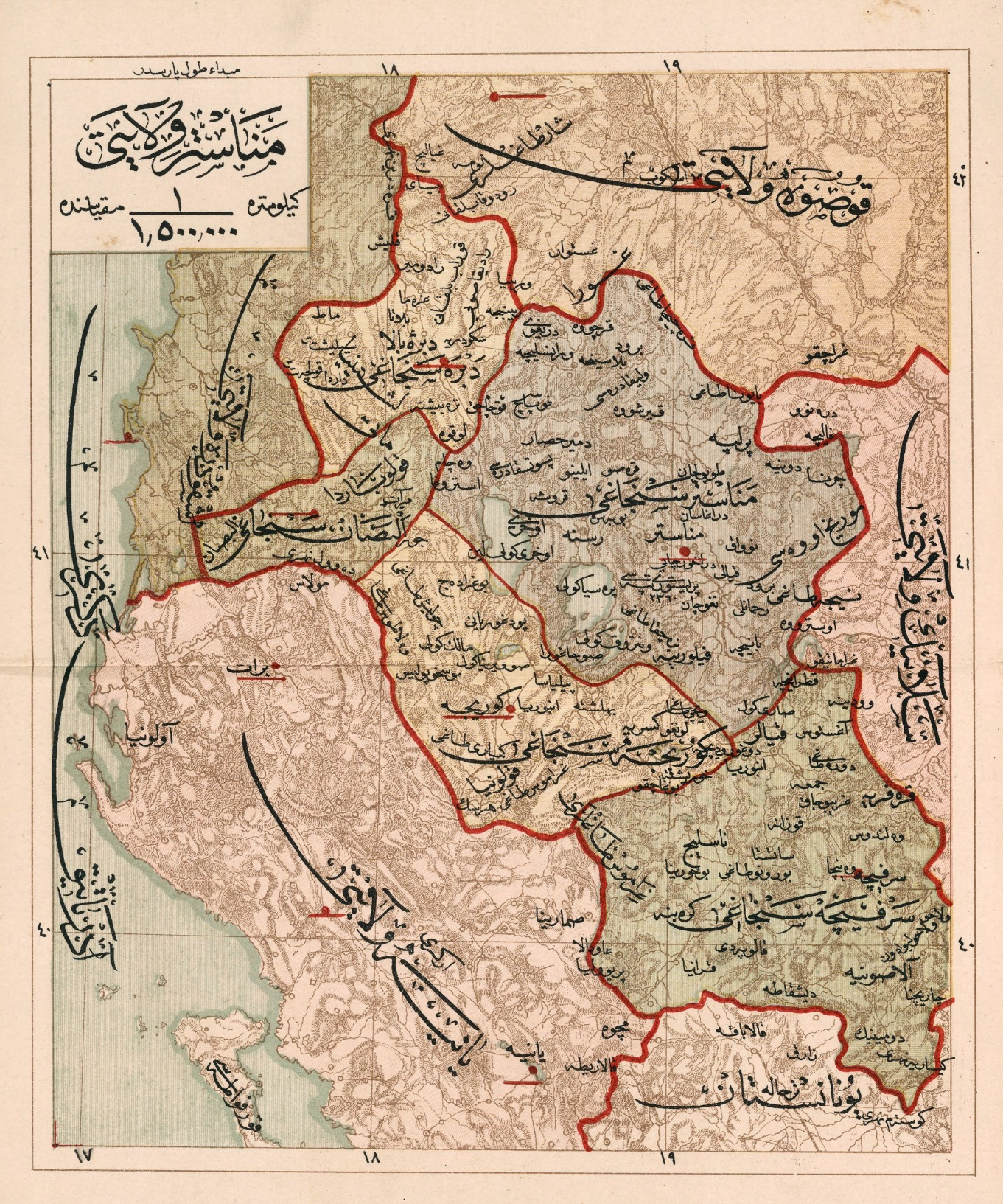
Osmanisch-arabische Karte des Grenzgebietes, (Nasrullah, 1907)

Die Grenze durchquert die antiken Landschaften Epirus und Chaonia. In der Antike gehörten sie zu Rom, dann Ostrom, seit dem Ende des Mittelalters waren sie Kerngebiet des Osmanischen Reichs im europäischen Landesteil Rumelien (der Name aus „Rom“ gebildet).
Als Griechenland 1821 unabhängig wurde, verblieben das Epirus und Makedonien beim Osmanischen Reich, den Paschaliks (Eyâlets, dann Vilâyets) Yanya/Janina (Ioannina) und Manastır/Monastir (in Bitola). Die Grenze verlief am Arachthos (Arta). 1881 kam auch Tırhala/Trikala an Griechenland. Erst durch die Balkankriege 1912/13 konnten die Griechen den größten Teil von Epirus ihrem Staat anschließen, während der Norden mit Saranda, Delvina, Gjirokastra und Korça an Albanien fiel.  Diese Gegend wird griechischerseits Nordepirus genannt.
Die Grenze wurde auf der Londoner Botschafterkonferenz zur Neuordnung des Balkans nach dem Zerfall des Osmanischen Reiches, dem „Kranken Mann am Bosporus“, festgelegt und in den Verträgen von London vom 30. Mai 1913 und von Florenz vom 17. Dezember 1913 fixiert. Im Nordepirus wurde aber 1914 ein Autonomes (Nord-)Epirus ausgerufen, zuerst als Republik, dann albanisches Gebiet, das noch im selben Jahr von Griechenland besetzt und 1915 formal annektiert wurde. Erst nach dem Ersten Weltkrieg konsolidierten sich die Grenzen im Stande des Vorkriegsvertrages und wurden im Zuge des Vertrags von Rapallo 1920 bestätigt.
Am 28. Oktober 1940 griff Italien vom besetzten Albanien aus Griechenland an. Im Verlauf des Griechisch-Italienischen Kriegs gelang es den griechischen Truppen nach anfänglichen Erfolgen Italiens, die Front weit über die Grenze hinaus nach Norden zu verlegen. Der Kriegszustand zwischen Griechenland und Albanien wurde erst 1987 formell beendet. Minen in der Straße von Korfu führten im Jahr 1946 zum internationalen Korfu-Kanal-Zwischenfall. Die Grenze war nach dem Zweiten Weltkrieg über lange Zeit geschlossen; Grenzverkehr gab es praktisch nicht.
Der Grammos war eine Bastion der kommunistisch orientierten Rebellen im griechischen Bürgerkrieg von 1946 bis 1949, die von Albanien (bis 1948 auch vom Jugoslawien Titos und der Sowjetunion Stalins) unterstützt wurden. Die Minenfelder dieser Zeit sind trotz umfangreicher Räumungsmaßnahmen noch nicht vollständig beseitigt.
1981 wurde Griechenland Mitglied der EWG (der späteren EU), 1992 ratifizierte es auch das Schengener Abkommen zum freien Grenzverkehr, in dem es bis heute aber eine Exklave bildet, Albanien hat erst 2014 Beitrittsverhandlungen begonnen. Nachdem zwischen Griechenland und Albanien jahrzehntelang Spannungen geherrscht hatten, auch noch nach dem Zusammenbruch des Kommunismus 1990, setzte Mitte der 1990er eine Annäherungspolitik ein. So konnte 1995 die Frage des griechischen Bevölkerungsanteils im Nordepirus ausgeräumt werden: Tirana erkannte die Volksgruppe mit Minderheitenstatus an.
Die Grenze ist von Schmuggel genauso wie von Arbeitsmigration betroffen. Schon in den 1990ern hielten sich 300 000 albanische Fremdarbeiter meist illegal in Griechenland auf. Zwischen 2008 und 2010 beispielsweise wurden um die 35.000–40.000 illegale Grenzübertritte jährlich aktenkundig. Als 2010 die Visumpflicht für Albaner aufgehoben wurde, sank die Zahl auf etwa 5000 und hat sich bis 2015 bei um die 9000 jährlich stabilisiert. Dabei betrifft die Arbeitsmigration sowohl Grenzgänger der Nachbarregionen Griechenlands wie auch ganz Albanien: Migranten der letzteren Gruppe pendeln eher saisonal oder versuchen gänzlich auszuwandern; dabei spielt lokal in Bezug auf die oft schlecht informierten Ortsfremden Schlepperei wie auch Betrug, etwa beim Geldwechsel, eine Rolle. Sie werden, weil sie sich beim Warten auf Schleusung oder nach Rückschiebungen länger in der Gegend aufhalten, lokal als Belästigung oder gar Bedrohung empfunden.
Die Seegrenze ist noch Gegenstand von Streitigkeiten. Griechenland hat eine 6-Meilen-Zone deklariert. Der Verlauf der bilateralen Seegrenze wurde 2009 in einem Abkommen ausgehandelt. Dieses wurde aber von den – seinerzeit oppositionellen – Sozialisten unter Rama angefochten und vom albanischen Verfassungsgericht 2010 für ungültig erklärt. Da Albanien in jüngster Zeit Explorationen von Bodenschätzen plant, gab es wieder Spannungen zwischen Tirana und Athen.
Chronologie(für die Neuzeit, Kriegszeiten und Klärungen eingerückt; in Klammern: jeweilige Teilgebiete)
- bis 1821: keine Grenze (innerosmanisch, Eyâlet Rumelien)
ca. 1800–1820 (de facto): albanische Herrschaft Ali Paschas
- 1821–1912 Grenze Osmanisches Reich (Rumelien, Eyt., dann Yanya, Eyt./ab 1867 Yanya, Vyt. und ab 1874 Manastır, Vyt.) – Griechenland, Kgr.
deutlich südliche (Arta); 1881: im Osten nach Norden verschoben (Trikala)
- seit 1912: Grenze Albanien, 1913 (de jure) Fst., 1920 Republik, 1928 Kgr., 1944 Soz.VR., 1990 Republik[12] – Griechenland, Kgr., 1924 Rep., 1934 Kgr., 1967 Militärdiktatur, 1973 Republik
1913; heutige Grenze festgelegt[12]
1914–1918: keine Grenze: Nordepirus, Autonom.Rep.; von Griechenland besetzt und 1915 angeschlossen
1940–1944: keine Grenze: italienische Besatzung, ab 1941/43 deutsche[13]

## Grenzübertritt und Grenzverkehr

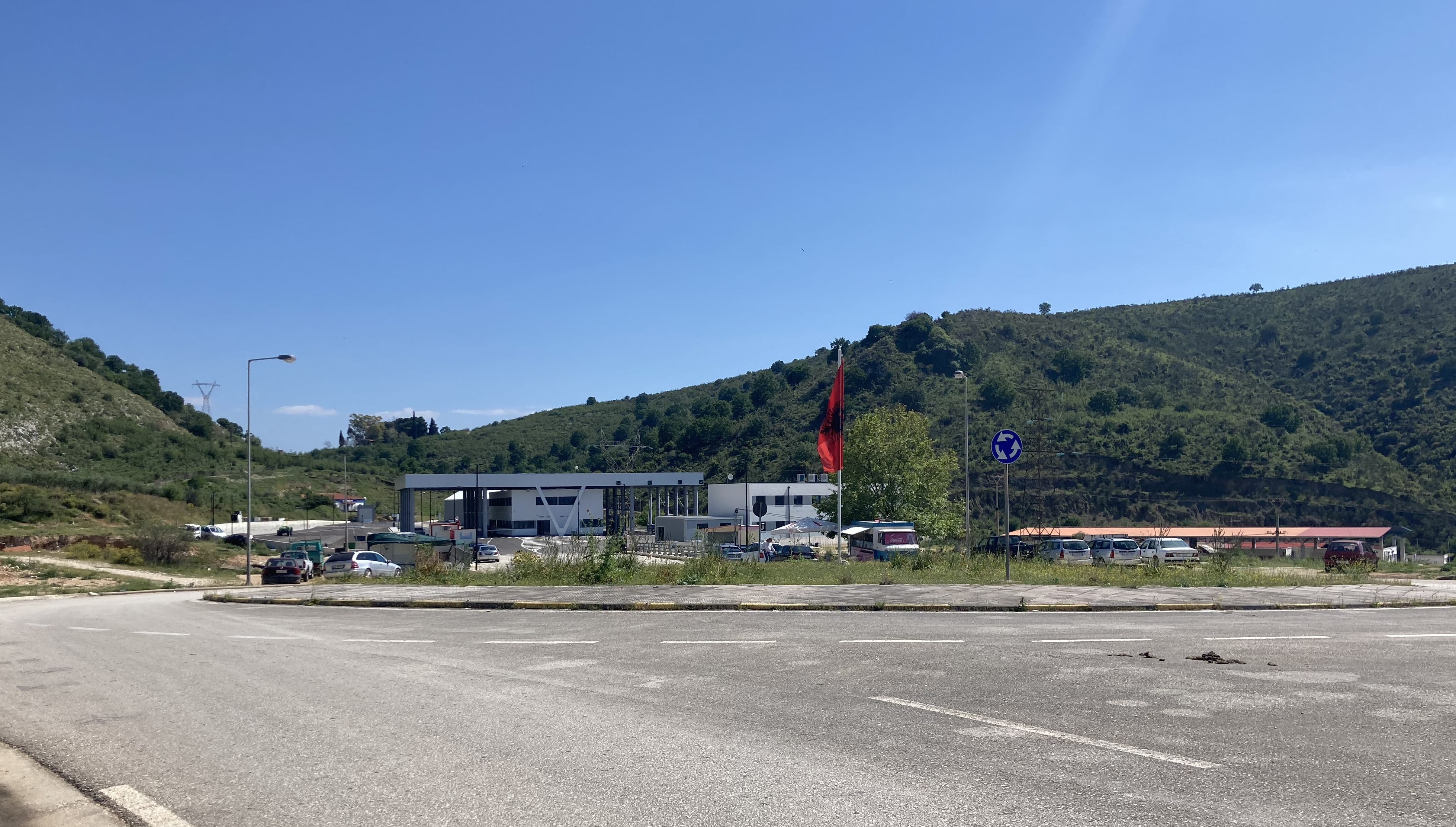
Der albanische Grenzübergang Qafa Boti zwischen Konispol und Sagiada-Mavromati

Die Grenze ist eine EU-Außengrenze und auch eine Schengen-Außengrenze (Raum des freien Grenzverkehrs).
Die Grenze ist seit vielen Jahren ein besonderer Ort irregulärer Migration in und aus der Europäischen Union und wurde von der EU-Grenzschutzbehörde Frontex als eine eigene Migrationsroute (Circular route from Albania to Greece) geführt, heute aber unter Western Balkan Route im größeren Kontext zusammengefasst.
Internationale Grenzübergänge zwischen den beiden Staaten sind (die albanische Seite zuerstgenannt):
- Qafa Boti (bei Konispol)–Mavromati (bei Sagiada) auf der Route Saranda SH 97 – Igoumenitsa  (2005 eröffnet)
- Kakavija–Ktismata (an Drino/Fitóki) auf der Route  Tepelena – Gjirokastra  – Ioannina –
- Leskovik–Konitsa (Tri Urat–Melissopetra; an Vjosa/Aoos resp. Sarantaporos) auf der Route Tepelena – Përmet SH 80 oder  Leskovik  – Konitsa 35α
- Kapshtica–Krystallopigi  auf der Route  Korça – Bilisht  – Florina  resp. Kastoria

Zwischen Saranda und Kerkyra verkehren täglich Fähren oder Schnellboote.